# سمك رعاش

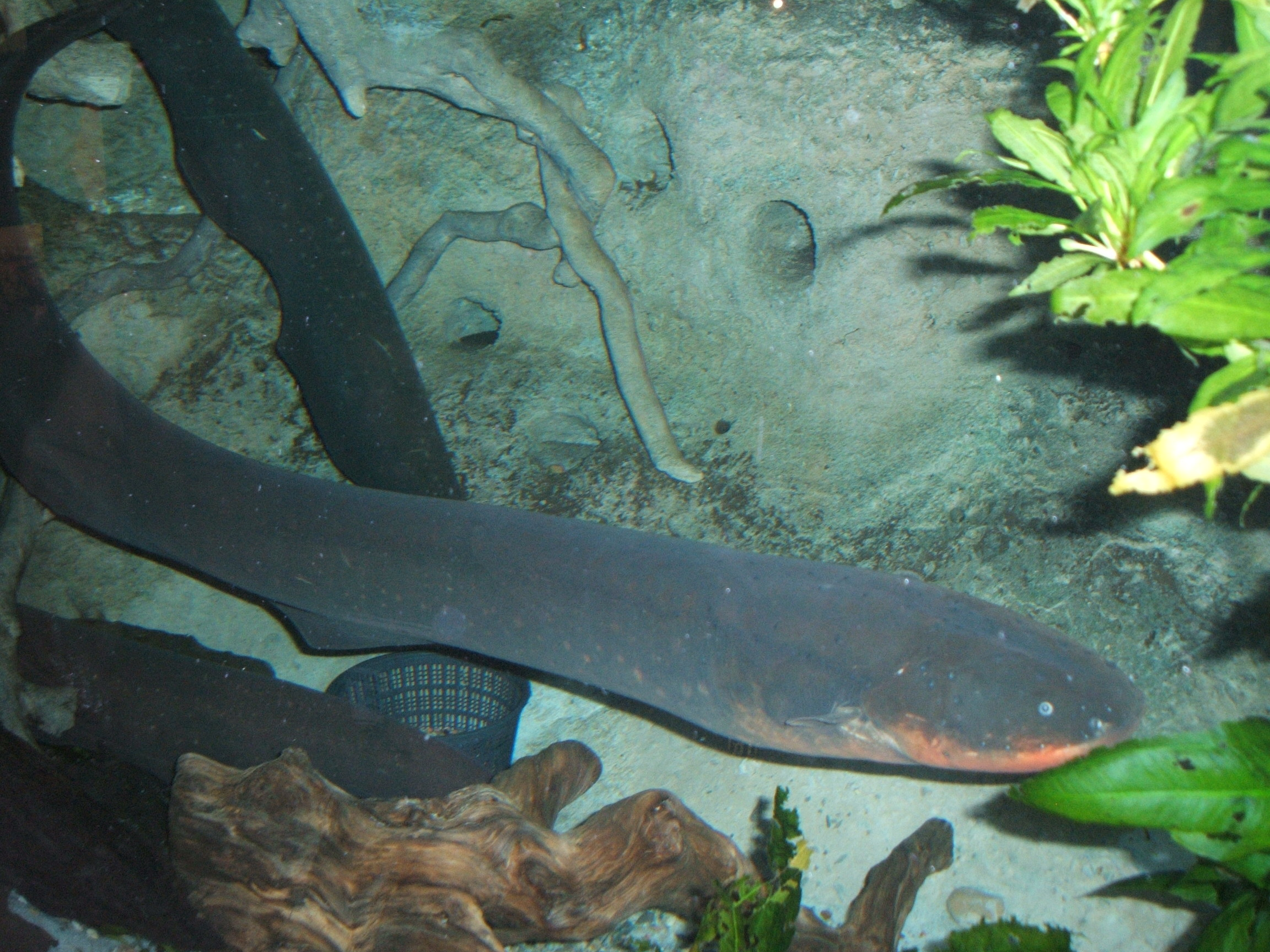
سمك الرَّعَّاش

سمك الرَّعَّاش أو  السمك الرعاد واحد من أسماك مزودة بعضلات خاصة قادرة على توليد تيار كهربائي. وتولِّد الأسماك الرعّاشة صدمات كهربائية قوية لحماية نفسها من الأعداء، وتدوّخ أو تقتل فريستها. وتقوم كذلك بتفريغ تيارات كهربائية أضعف لكشف الحيوانات والأشياء في المياه الطينية حيث تعيش. وينتج نوع من هذا السمك، يسمى الأَنقليس الرعاد الموجود في أمريكا الجنوبية، أكثر الصدمات الكهربائية قوة. فيستطيع إنتاج كهرباء كافية لتدويخ إنسان. ويعيش سمك السلُّور الرعّاش في الأنهار في إفريقيا الاستوائية.